# Leonardo Rodrigues
Leonardo Rodrigues, conhecido como Leo Rodrigues (Nilópolis, 13 de outubro de 1975), é um empresário do ramo aeronáutico e político brasileiro, filiado ao Podemos (PODE). Atualmente é secretário estadual de Ciência e Tecnologia do Rio de Janeiro e segundo suplente do Senado Federal, ao lado do senador eleito Flávio Bolsonaro.